# Arcadismo
O arcadismo é uma escola literária que surgiu na Europa no século XVIII, mais precisamente entre 1756 e 1825, também denominada de setecentismo ou neoclassicismo. O nome arcadismo é uma referência à Arcádia, região campestre do Peloponeso, na Grécia antiga, tida como ideal de inspiração poética.
A principal característica desta escola é a exaltação da natureza e de tudo o que lhe diz respeito. Por essa razão muitos poetas do arcadismo adotaram pseudônimos de pastores gregos ou latinos. Caracteriza-se ainda pelo recurso a esquemas rítmicos mais graciosos.
Numa perspectiva mais ampla, expressa a crítica da burguesia aos abusos da nobreza e do clero praticados no Antigo Regime.
Adicionalmente os burgueses cultuam o mito do homem natural em oposição ao homem corrompido pela sociedade, conceito originalmente expresso por Jean-Jacques Rousseau, na figura do bom selvagem.

## Contexto histórico-social
O século XVIII, também referido como Século das Luzes, representa uma fase de importantes transformações no campo da cultura europeia. Na Inglaterra e na França forma-se uma burguesia que passa a dominar economicamente o Estado, através de um intenso comércio ultramarino e da multiplicação de estabelecimentos bancários, assenhoreando-se mesmo de uma parte da atividade agrícola. Paralelamente, a antiga Nobreza arruína-se, e o Clero, com as suas intermináveis polêmicas, traz o descrédito às questões teológicas. Em toda a Europa a influência do pensamento Iluminista burguês se alastra.
Esse período de renovação cultural que se caracteriza, em linhas gerais, pela valorização da Ciência e do espírito racionalista. O método experimental desenvolve-se; a análise crítica dos valores sociais e religiosos aguça-se, provocando polêmicas; há uma grande confiança na capacidade do homem em promover o progresso social (crença em que o bem-estar coletivo só pode advir da razão), e a tendência de libertar o universo cultural da influência da religião acentua-se cada vez mais.
Na França, em 1751, começam a ser publicados os volumes da Enciclopédia, que reunia pensadores como Voltaire, Diderot, D'Alembert, Montesquieu, Rousseau, e que pode ser considerada o símbolo da nova postura intelectual.
A segunda metade do século é marcada pela Revolução Industrial na Grã-Bretanha, pelo aumento da urbanização de modo geral, e pela independência dos Estados Unidos (1776). Esta, por sua vez, irá inspirar movimentos de revolta em muitas colônias da América Latina como por exemplo a Inconfidência Mineira, no Brasil.
Na Itália essa influência assumiu feição particular. Conhecida como arcadismo, inspirava-se na lendária região da Grécia antiga. Segundo a lenda, a Arcádia era dominada pelo deus Pã e habitada por pastores que, vivendo de modo simples e espontâneo, se divertiam cantando, fazendo disputas poéticas e celebrando o amor e o prazer.

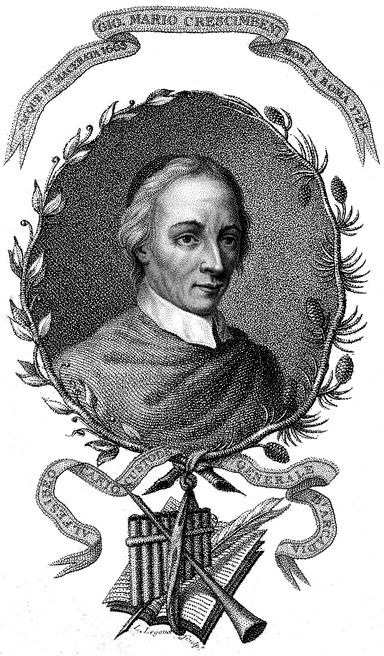
Giovan Crescimbeni em gravura feita por volta de 1790

Os italianos, procurando imitar a lenda grega, por inspiração de Giovan Maria Crescimbeni di Macerata criaram a Arcádia em 5 de outubro 1690 - uma academia literária que reunia os escritores com a finalidade de combater o Barroco e difundir os ideais neoclássicos. Para serem coerentes com certos princípios, como simplicidade e igualdade, os cultos literatos árcades usavam roupas e pseudônimos de pastores gregos e reuniam-se em parques e jardins para gozar a vida natural. Fez surgir no teatro a novidade do melodrama, com Metastásio, e um novo tipo de tragédia, com Mérope, de Maffei .
Em Portugal e no Brasil, a experiência neoclássica na literatura deu-se em torno dos modelos do arcadismo italiano, com a fundação de academias literárias, simulação pastoral ou ambiente campestre.

## Características do arcadismo
O arcadismo constitui-se numa forma de literatura mais simples, opondo-se aos exageros e rebuscamentos do Barroco, expresso através de expressões em latim. São temas simples e comuns aos seres humanos, como o amor, a morte, o casamento, a solidão. As situações mais frequentes apresentam um pastor abandonado pela amada, triste e queixoso. É a aurea mediocritas (mediocridade áurea), que simboliza a valorização das coisas cotidianas, focalizadas pela razão.
Os autores retornam aos modelos clássicos da Antiguidade greco-latina e aos renascentistas, razão pela qual o movimento é também conhecido como neoclássico. Os seus autores acreditavam que a Arte era uma cópia da natureza, refletida através da tradição clássica. Por isso a presença da mitologia pagã, além do recurso a frases latinas.
Inspirados na frase do escritor latino Horácio fugere urbem (fugir da cidade), e imbuídos da teoria do bom selvagem de Jean-Jacques Rousseau, os autores árcades voltam-se para a natureza em busca de uma vida simples, bucólica, pastoril, do locus amoenus, do refúgio ameno em oposição aos centros urbanos dominados pelo Antigo Regime, pelo absolutismo monárquico.
Cumpre salientar que essa busca configurava apenas um estado de espírito, uma posição política e ideológica, uma vez que esses autores viviam nos centros urbanos e, burgueses que eram, ali mantinham os seus interesses econômicos. Por isso justifica falar-se em fingimento poético no arcadismo fato que transparece no uso dos pseudônimos pastoris.
Além disso, diante da efemeridade da vida, defendem o carpe diem, pelo qual o pastor, ciente da brevidade do tempo, convida a sua pastora a gozar o momento presente.
Quanto à forma, usavam muitas vezes sonetos com versos decassílabos, rima optativa e a tradição da poesia épica.
Outras características importantes são:
- valorização da vida no campo (bucolismo)
- Fugere urbem (critica a vida nos centros urbanos)
- objetividade
- idealização da mulher amada
- inutilia truncat (cortar o inútil)
- locus amoenus (lugar ameno)
- convencionalismo amoroso
- aurea mediocritas (mediocridade áurea ou ouro medíocre)
- linguagem simples
- uso de pseudônimos com frequência
- pastoralismo

## O arcadismo em Portugal
O clima de renovação atingiu fortemente também Portugal que, no começo do século XVIII, passava pelo período final de sua reestruturação econômica, política e cultural.
Durante o reinado de João V de Portugal (1707-1750) percebe-se, no país, uma certa abertura intelectual e política, como por exemplo a licença concedida à Congregação do Oratório para ministrar ensino, até então privilégio da Companhia de Jesus.
Em 1746, Luís António Verney, inspirado nas ideias dos racionalistas franceses, publica as cartas que compõem o Verdadeiro Método de Estudar, obra em que critica o ensino tradicional e propõe reformas que visam a colocar a cultura portuguesa a par com a do resto da Europa.
Caberá, entretanto, ao marquês de Pombal, ministro de José I de Portugal (1750-1777), concretizar essas aspirações. Agindo com plena autonomia de poderes, o despotismo esclarecido de Pombal operou verdadeira transformação nos rumos da cultura portuguesa:
- expulsou os jesuítas em 1759, o que enfraqueceu bastante a influência religiosa no campo cultural;
- incentivou os estudos científicos;
- reformou o ensino e,
- apesar de manter um sistema de censura, afrouxou muito a repressão que era exercida pelo Santo Ofício (a Inquisição).

Em Portugal, o arcadismo iniciou-se oficialmente em 1756, com a fundação da Arcádia Lusitana, entidade em que se reuniam intelectuais e artistas para discutirem Arte.
A Arcádia Lusitana tinha por lema a frase latina Inutilia truncat (acabem-se com as inutilidades), escrito por António Dinis da Cruz e Silva no capítulo II do Estatuto da Arcádia  que vai caracterizar todo o movimento no país. Visavam com isto erradicar os exageros, o rebuscamento, e a extravagância preconizados pelo Barroco, retornando a uma literatura simples. No capítulo III é definido a divisa do lírio, alusivo a Virgem Nossa Senhora, tomada como protetora da instituição com o título de Conceição. Nesse primeiro momento, não havia o preceito contra a religião, o que mudaria na última década do século XVIII com a Nova Arcádia (1790-1794), com a participação de Bocage e Nicolau Tolentino, dentre outros .

### Autores
- Manuel Maria Barbosa du Bocage (1765-1805)
- António Dinis da Cruz e Silva (1731-1799)
- Correia Garção
- Marquesa de Alorna
- Francisco José Freire, ou Cândido Lusitano

## O arcadismo no Brasil
O século XVIII é considerado o Século de Ouro no Brasil, graças á descoberta de ouro em Minas Gerais. A região Sudeste tornou-se o principal eixo econômico e político da Colônia e teve nas cidades de Vila Rica (Atual Ouro Preto) e Rio de Janeiro.
Diferentemente da dinâmica existente na região Nordeste, cuja economia era agrária, formou-se na região de Minas Gerais, principalmente em Vila Rica, uma sociedade urbana caracterizada por grande número de profissionais, cujas atividades giravam em torno da extração de Ouro.
Vila Rica tornou-se um dos maiores centros urbanos na América, com grande desenvolvimento artístico e cultural. A proliferação de intelectuais e artistas, que vinham das mais diferentes regiões, possibilitou maior circulação das ideias iluministas, vindas do continente europeu, que fizeram de Vila Rica palco de várias rebeliões políticas e inovações estéticas.
Aqui o marco inaugural do arcadismo deu-se em 1768 com a fundação da Arcádia Ultramarina, em Vila Rica, e a publicação de Obras Poéticas, de Cláudio Manuel da Costa. Embora não chegue a constituir um grupo nos moldes das arcádias europeias, constituem a primeira geração literária brasileira.
Nesta colônia portuguesa, as ideias iluministas vieram ao encontro dos sentimentos e anseios nativistas, com maior repercussão em Vila Rica, centro econômico mais importante à época, em função da mineração. A figura do bom selvagem de Rousseau dará origem, na colônia, ao chamado Nativismo. O acontecimento político mais importante será a Inconfidência Mineira, tentativa mal-sucedida de libertar a província das Minas Gerais do domínio colonial português. A politização do movimento apresentou-se através dos poetas árcades brasileiros, participantes da Conjuração.
A chamada Escola Setecentista desenvolve-se até 1808 com a chegada da Família Real ao Rio de Janeiro, que com suas medidas político-administrativas, permitiu a introdução do pensamento pré-romântico no Brasil.
Entre as características do movimento no Brasil, destacam-se a introdução de paisagens tropicais, como em Caramuru, valorização da história colonial, o início do nacionalismo e da luta pela independência e a colocação da colônia como centro das atenções.

### Autores
- Santa Rita Durão (1722-1784), autor do poema épico Caramuru.
- Cláudio Manuel da Costa (1729-1789) Obras Poéticas e Villa Rica.
- Basílio da Gama (1741-1795), autor do poema épico O Uraguai.
- Tomás Antônio Gonzaga (1744-1810), autor de Marília de Dirceu  e Cartas Chilenas.
- Inácio José de Alvarenga Peixoto (1744-1793).
- Silva Alvarenga (1749-1814).

## Neoarcadismo
Assim como houve na Galiza por volta dos anos 1930 uma proposta para retomar os valores do trovadorismo medieval com a criação do Neotrobadorismo, ocorre no Brasil uma tentativa de valorização dos ideais árcades, pela criação da Nova Arcádia Ultramarina. A proposta do movimento é formar uma "sociedade de filósofos poetas, idealistas, imbuídos da esperança de contribuir para a construção de um mundo melhor pela cultura da arte e da filosofia, pelo enaltecimento da ética cristã e da estética árcade". A temática pastoril e a orientação para a virtude pode ser observada nas produções de seu mais prolífico contribuidor, Tereno Telúrio Tertuliano, como na Lira XLIX:
"Quem lavra a rocha é símil pegureiro;
Feraz cinzel, bom par de seu bordão;
Aquel’ desbasta arestas que lhe hão,
Enquanto vela o gado repasteiro.
Assim, pastor polir-se deve inteiro,
Vez que as ovelhas seus valores são;
E quem cinzela a própria imperfeição
Merita a paz que emana do Cordeiro.
Quem quer rentrar ao vale em margem reta,
Cuidar da grei buscando m’or virtude,
Lapide o que já fora péra rude.
Então, pastor se sagre por asceta,
Pois bom toreuta aspira à plenitude,
Que leva o gado aos cimos do talude."